# Zeslandentoernooi van Cheb 2006
Het handbalevenement Zeslandentoernooi van Cheb vond in 2006 plaats van 5 april tot en met 9 april in de Tsjechische stad Cheb. Aan het toernooi doen uitsluitend vrouwenteams mee.

## Groepsfase
| 5 april, 2006 |       |           |
| Nederland     | 27–20 | Oekraïne  |
| Slowakije     | 25–21 | IJsland   |
| Tsjechië      | 41-25 | Turkije   |
| 6 april, 2006 |       |           |
| Turkije       | 31–25 | Oekraïne  |
| Tsjechië      | 24–21 | Slowakije |
| Nederland     | 24-22 | IJsland   |
| 7 april, 2006 |       |           |
| IJsland       | 32–34 | Turkije   |
| Tsjechië      | 25–20 | Oekraïne  |
| Nederland     | 26-26 | Slowakije |

### Groep A
| Land     | Ptn | Wed | W | G | V | DV | DT |     |
| -------- | --- | --- | - | - | - | -- | -- | --- |
| Tsjechië | 6   | 3   | 3 | 0 | 0 | 90 | 66 | +24 |
| Turkije  | 4   | 3   | 2 | 0 | 1 | 90 | 98 | –8  |
| Oekraïne | 0   | 3   | 0 | 0 | 3 | 65 | 83 | -18 |

### Groep B
| Land      | Ptn | Wed | W | G | V | DV | DT |    |
| --------- | --- | --- | - | - | - | -- | -- | -- |
| Nederland | 5   | 3   | 2 | 1 | 0 | 77 | 68 | +9 |
| Slowakije | 3   | 3   | 1 | 1 | 1 | 72 | 71 | +1 |
| IJsland   | 0   | 3   | 0 | 0 | 3 | 75 | 83 | -8 |

## Plaatsingswedstrijden
| 9 april, 2006 | 5e/6e plaats |           |
| Oekraïne      | 26–25        | IJsland   |
|               | 3e/4e plaats |           |
| Turkije       | 32–38        | Slowakije |
|               | Finale       |           |
| Nederland     | 19–27        | Tsjechië  |

## Eindrangschikking
| Plaats | Land      |
| ------ | --------- |
| Goud   | Tsjechië  |
| Zilver | Nederland |
| Brons  | Slowakije |
| 4      | Turkije   |
| 5      | Oekraïne  |
| 6      | IJsland   |